# Žabočunovke
Žabočunovke (lat. Alismataceae), biljna porodica iz reda žabočunolikih koja svoje ime dobiva po žabočunima (Alisma), jednoj od njezinih rodova., a pripada jednosupnicama (Liliopsida).
Cijela porodica Alismataceae pa i pravi žabočuni (rod Alisma) vole močvarna područja, i rasprostranjena je po svim kontinentima, uključujući i Australiju. Odlikuju se velikim listovima i lijepim cvjetovima. sastoji se od 17 rodova sa 111 vrsta.
Žabočun (Alisma plantago-aquatica), koristi se kao diuretik.

## Opis
Alismataceae su porodica koja se sastoji od 113 vrsta slatkovodnih cvjetnica koje pripadaju redu Alismatales i uključuju 17 rodova, od kojih su najčešći Alisma (žabočun), Echinodorus (glavac) i Sagittaria (strelica). Većina članova porodice porijeklom je sa sjeverne hemisfere, ali neke su vrste široko rasprostranjene u tropskim i umjerenim regijama.
Alismataceae se obično nalaze u plitkoj vodi i močvarama ili na muljevitim obalama ili mokrom pijesku. Općenito imaju duge tanke lisne peteljke koje su u osnovi skupljene i mogu rasti pod vodom, plutajući ili iznad vode. Takve zeljaste biljke često su laticiferne (proizvode lateks), a mnoge se mogu vegetativno razmnožavati stolonima ili rizomima. Nekoliko vrsta je jestivo, uključujući brojne vrste Sagittaria poznate po svojim ukusnim rizomima i gomoljima. Cvjetovi imaju tri čašice (modificirani listovi) i tri latice i mogu biti bijele, ružičaste, žute ili ljubičaste boje. Plodovi su folikuli (suhi plod koje se rascijepi duž jedne strane) ili ahenije (suhi plod s jednom sjemenkom).

## Rodovi i broj vrsta
1. Albidella Pichon, (4 spp.)
2. Alisma L. (9 spp.)
3. Aquarius Christenh. & Byng, 26
4. Astonia S. W. L. Jacobs (1 sp.)
5. Baldellia Parl. (3 spp.)
6. Burnatia Micheli (1 sp.)
7. Butomopsis Kunth (1 sp.)
8. Caldesia Parl. (3 spp.)
9. Damasonium Hill (5 spp.)
10. Echinodorus Rich. (31 spp.)
11. Helanthium (Benth. & Hook. f.) Engelm. ex J. G. Sm., 3
12. Hydrocleys Rich. (5 spp.)
13. Limnocharis Humb. & Bonpl. (2 spp.)
14. Limnophyton Miq. (3 spp.)
15. Luronium Raf. (1 sp.)
16. Ranalisma Stapf (2 spp.)
17. Sagittaria L. (¸41 spp.)
18. Wiesneria Micheli (3 spp.)

- Sagittaria lancifolia
- Sagittaria sagittifolia L.
- Alisma plantago-aquatica
- Echinodorus isthmicus
- Hydrocleys martii
- Ranalisma rostrata

## Sinonimi
- Damasoniaceae Nakai
- Limnocharitaceae Takht. ex Cronquist